# Vaccino anti-pertosse
Il vaccino della pertosse è un vaccino utilizzato per indurre immunità attiva contro la Bordetella pertussis.

## Farmacodinamica
Il vaccino consiste in una sospensione sterile di ceppi di Bordetella pertussis inattivati, in genere con il calore, la formaldeide oppure la glutaraldeide. Può anche essere costituito da frazioni batteriche del microorganismo.
Frazioni batteriche o batteri interi inattivati si trovano in una soluzione salina oppure in altra soluzione isotonica col sangue. Questa preparazione può anche essere adsorbita su alluminio idrossido, alluminio fosfato o calcio fosfato.

Il vaccino per essere efficace deve avere un'attività stimata non inferiore a 4 U.I./dose (dose non superiore a 1 ml).
Al vaccino è possibile addizionare un adeguato conservante antimicrobico.
Il ceppo od i ceppi di Bordetella pertussis, inattivati, oppure le frazioni batteriche, sono stati espressamente selezionati in laboratorio per la loro elevata antigenicità.
25 mg di vaccino liofilizzato sono equivalenti a 46 U.I. della seconda preparazione standard internazionale.
Sviluppato negli anni '50, il vaccino cellulare, ottenuto da sospensioni di Bordetella pertussis, oggi non viene praticamente più utilizzato a causa dei numerosi dubbi e controversie esistente riguardo alla sua presunta tossicità.
 
Attualmente in terapia si preferisce optare per l'impiego di vaccini di tipo acellulare.
I vaccini acellulari sono costituiti sostanzialmente da proteine del batterio e precisamente dalla tossina pertossica detossificata chimicamente oppure ottenuta mediante tecniche di ingegneria genetica a partire da un ceppo mutante di Bordetella pertussis.
 
Il vaccino acellulare induce una buona risposta sierologica ed è efficace nel garantire protezione contro la pertosse, con una bassa incidenza di effetti collaterali, ed in particolare una ridotta propensione ad indurre febbre.
La proteina ricombinante PT 9K/129G, una proteina mutante non tossica della tossina della pertosse (PT), ottenuta mediante manipolazione genetica, ha dimostrato di mantenere inalterate le proprietà immunologiche della molecola originale, ma è priva di tossicità. 
PT 9K/129G ha dimostrato la sua efficacia in modelli animali, si è rivelata sicura, in grado di indurre alti titoli di anticorpi neutralizzanti la tossina, così come in grado di generare memoria immunologica.

Al vaccino acellulare vengono costantemente aggiunti anche l'emoagglutinina filamentosa (FHA) e la pertactina (PRN), una proteina della superficie esterna del batterio, con attività di adesione.  La pertactina ha un peso molecolare di 69 KD ed è altamente inmunogenica, rappresentando uno dei vari fattori di virulenza di Bordetella pertussis. Vengono inoltre aggiunte fimbrie 2 e 3, purificato ed inattivato, che hanno lo scopo di favorire l'adesione di Bordetella pertussis sull'epitelio ciliato del tratto respiratorio.
Il vaccino della pertosse viene identificato mediante agglutinazione dei batteri del vaccino con un siero specifico di Bordetella pertussis.
L'attività viene determinata confrontando la dose di vaccino in grado di proteggere i topi da una dose letale di Bordetella pertussis, inoculata per via intracerebrale, con la dose di riferimento espressa in U.I. che assicura la medesima protezione. 
L'attività misurata non deve essere inferiore a 4 U.I. per dose umana singola (1 ml) e il limite fiduciale inferiore non deve essere minore di 2 U.I. per dose umana singola (1 ml).

## Usi clinici
Il vaccino della pertosse viene utilizzato per l'immunizzazione attiva dei bambini nei confronti della pertosse. L'infezione è particolarmente pericolosa durante i primi anni di vita, pertanto la vaccinazione dovrebbe essere iniziata quando il bambino ha due mesi. Il vaccino della pertosse è un componente del vaccino trivalente della difterite, del tetano e della pertosse, noto anche come vaccino DTP.

## Dosi terapeutiche
Il vaccino monovalente della pertosse viene somministrato per via sottocutanea, oppure per via intramuscolare. Sono previste 3 dosi, distanziate di un mese l'una dall'altra.
Il vaccino acellulare da DNA ricombinante viene normalmente somministrato per via intramuscolare profonda: nei bambini più piccoli la sede preferita è la zona anterolaterale della coscia). Anche per questo tipo di vaccino sono previste complessivamente 3 dosi, rispettando un intervallo di due mesi tra le stesse. 
La somministrazione delle 3 dosi di vaccino acellulare, contenente la tossina della pertosse geneticamente detossificata, garantisce la comparsa di livelli significativi di anticorpi neutralizzanti nel 100% dei vaccinati.

## Effetti collaterali e polemica sul legame con l'encefalopatia
Dopo somministrazione del vaccino della pertosse si possono verificare febbre, irritabilità, dolore, gonfiore, arrossamento ed altre reazioni locali nel sito di iniezione. Queste reazioni locali, compresa la febbre, sembrano verificarsi con maggiore frequenza in caso di utilizzo del vaccino cellulare intero piuttosto che del tipo acellulare. L'evenienza di reazioni locali è inoltre più elevata nei bambini più piccoli, specialmente in quelli con meno di 6 mesi d'età.
Nel gennaio 1974 venne pubblicato un articolo su una serie di casi di bambini inglesi che secondo gli autori avevano sofferto di gravi complicazioni neurologiche causate dal vaccino contro la pertosse. L'articolo provocò grande clamore in Gran Bretagna e diede origine ad una serie di discussioni sulla sicurezza del vaccino a cellule intere (che allora veniva utilizzato per la vaccinazione). 
Numerosi studi volti a stabilire la sicurezza del vaccino antipertosse si sono susseguiti. Alla luce di una rianalisi dei dati, lo stesso studio inglese - sebbene suggerisse un modesto aumento degli eventi neurologici a breve distanza dalla vaccinazione - dimostrava una riduzione degli stessi nel periodo successivo. In un noto editoriale pubblicato nel 1990, il noto pediatra Jim Cherry concludeva che era necessaria l'introduzione di nuovi vaccini, ma non a causa della possibile associazione con l'encefalopatia, quanto piuttosto per ridurre una serie di effetti collaterali relativamente frequenti anche se non gravi, come la febbre, il pianto persistente, e gli episodi di ipotonia.
Nel 1993 l'Institute of Medicine concluse, dopo una revisione della letteratura disponibile, che le evidenze disponibili erano insufficienti a indicare la presenza o l'assenza di una relazione causale tra il vaccino antipertosse a cellule intere e l'encefalopatia.
In uno studio retrospettivo del 2006 condotto negli Stati Uniti, furono analizzati 452 casi di bambini con encefalopatia: la loro storia vaccinale fu confrontata con quella di bambini sani della stessa età e provenienza, e fu rilevato che i bambini con encefalopatia non avevano ricevuto più spesso il vaccino antimorbillo o antipertosse rispetto ai controlli sani.

## Controindicazioni
La vaccinazione deve essere evitata in caso di ipersensibilità accertata ai componenti del vaccino e qualora il bambino presenti iperpiressia.

Le controversie sulla potenziale tossicità legata alla somministrazione del vaccino della pertosse non hanno aiutato a chiarire le precauzioni da adottare e le ulteriori controindicazioni relative a questa vaccinazione.
Gli stessi studi scientifici eseguiti hanno evidenziato conclusioni discordanti. 
Tutti concordano nel controindicare il vaccino se, dopo la somministrazione di una prima dose del medesimo o di un vaccino DPT, si siano verificate gravi reazioni locali o generali.

A questo fine si deve tenere presente che reazione locale grave può essere definita una reazione caratterizzata dalla comparsa di un'ampia zona arrossata ed edematosa che si indurisce e interessa una buona parte della superficie anterolaterale della coscia o la maggior parte della circonferenza del braccio. 
Questa grave reazione generale può associarsi a febbre (in genere con comparsa entro 48 ore dalla vaccinazione e superiore a 39,5 °C), anafilassi, broncospasmo, edema della laringe, collasso generalizzato, prolungata mancanza di risposta agli stimoli ambientali, pianto inconsolabile, convulsioni o encefalopatia che si manifestano entro 72 ore dalla somministrazione.
In passato gli studiosi hanno a lungo dibattuto sull'opportunità o meno di vaccinare contro la pertosse bambini con una storia familiare o personale di convulsioni febbrili o di epilessia o che abbiano sofferto di danno cerebrale nel periodo neonatale.
In alcuni paesi, tra cui la Gran Bretagna, oggi l'orientamento prevalente è quello di sottoporre a vaccinazione anche tali soggetti, avendo la precauzione di somministrare in concomitanza un antipiretico (ad esempio ibuprofene o paracetamolo), per prevenire la comparsa di febbre alta.

Se la compromissione cerebrale è in atto la vaccinazione rimane sconsigliata. 
Una predisposizione o diatesi allergica, così come la presenza di un disturbo neurologico stabile, ad esempio la paralisi cerebrale o la spina bifida, non rappresenta una controindicazione alla vaccinazione.

## Interazioni
Nei soggetti affetti da immunodeficienza acquisita (AIDS, malnutrizione, neoplasie disseminate) oppure congenita, o sottoposti a terapia con farmaci immunosoppressori, la risposta anticorpale al vaccino può risultare diminuita.
In questi individui la vaccinazione è comunque consigliata proprio a causa della particolare gravità di cui la pertosse potrebbe essere responsabile in essi.